# بيت منعين (الطويلة)
بيت منعين ابرز قرى المحويت إحدى قرى عزلة الضلاع الاسفل بمديرية الطويلة التابعة لمحافظة المحويت، بلغ تعداد سكانها 1407 نسمة حسب تعداد اليمن لعام 2004.